# Zeatupua forsteri
Zeatupua là một chi nhện trong họ Physoglenidae. Chi này chỉ gồm 1 loài Zeatupua forsteri.